# Farwell (Minnesota)
Farwell is een plaats (city) in de Amerikaanse staat Minnesota, en valt bestuurlijk gezien onder Pope County.

## Demografie
Bij de volkstelling in 2000 werd het aantal inwoners vastgesteld op 57.
In 2006 is het aantal inwoners door het United States Census Bureau geschat op 51, een daling van 6 (-10,5%).

## Geografie
Volgens het United States Census Bureau beslaat de plaats een oppervlakte van
0,7 km², geheel bestaande uit land. Farwell ligt op ongeveer 410 m boven zeeniveau.

## Plaatsen in de nabije omgeving
De onderstaande figuur toont nabijgelegen plaatsen in een straal van 20 km rond Farwell.